# 阿尔卡迪乌什·戈德尔
阿尔卡迪乌什·戈德尔（波蘭語：Arkadiusz Godel，1952年2月4日—），波兰男子击剑运动员，他曾获得1972年夏季奥运会击剑比赛男子花剑团体金牌，他也参加了1976年夏季奥运会，但并未获得奖牌。